# الفدائي (مسلسل)
الفدائي هو مسلسل فلسطيني من تأليف الكاتب أحمد عبد اللطيف داود وإخراج محمد خليفة وإنتاج شبكة الأقصى الإعلامية يعرض الجزء الأول منه مجموعة قضايا من الواقع الفلسطيني، مستعرضا الكثير من العمليات الفدائية لمقاومين، إضافة لإظهار قضية معاناة الأسرى في سجون الاحتلال الصهيوني، ومحاكاة حياتهم اليومية مع السجان و«عصافير» السجن. فيما
أطلقت قناة الأقصى الفضائية الجزء الثاني من المسلسل الذي عرض على القناة خلال شهر رمضان 2017.

## أبطال العمل
حسن الخطيب، سعدي العطار، وليد أبو جياب، محمد العر، علي نسمان، خالد اللهواني، أحمد كلاب، كاظم العف، عبير أبو عتيلة، كاميليا فاضل، مادلين أحمد، ناهض أبو عبيد، حامد حسونة، رائدة أبو دية، أحمد مسلم، أحمد فياض، علاء قدوحة، نايف المغاري، عز الدين أبو شريعة، عبد الحميد أبو الروس، رائد قنديل، وائل معروف، قاسم معروف، صالح السحلوب، آيات أبو عمرة، إيمان طموس.